# Pagurus forceps
Pagurus forceps is een tienpotigensoort uit de familie van de Paguridae. De wetenschappelijke naam van de soort werd voor het eerst geldig gepubliceerd in 1836 door Henri Milne-Edwards.